# 活跳屍續集
《活跳屍續集》（英語：Bride of Re-Animator）是一部1990年美國喜劇恐怖電影，由布萊恩·尤茲納製作和導演，尤茲納、里克·弗赖伊和伍迪·基思編劇，是1985年電影《幽靈人種》的續集，也是《幽靈人種》電影系列的第二部。與前作一樣，大致改編自H·P·洛夫克拉夫特的連載故事《赫伯特·韋斯特——屍體復生者》（1921-1922）。與前作不同的是，本片直接以录像形式发行。
《活跳屍續集》的劇情大致遵循洛夫克拉夫特故事中的“V. 陰影中的恐怖”和“VI. 古墓軍團”情節，講述醫生赫伯特·韋斯特和丹·凱恩想要利用多具尸体的组织創造一個活生生的女人。影片由布魯斯·艾伯特、克勞德·厄爾·瓊斯、法比亞娜·尤汀尼歐、大衛·蓋爾、凱薩琳·金曼特和飾演赫伯特·韋斯特的傑佛瑞·可姆斯主演。隨後於2003年发行了續集《幽靈新人種》。

## 剧情
《幽靈人種》事件發生八個月後，醫生赫伯特·韋斯特和丹·凱恩正在血腥的秘魯內戰中擔任醫務人員。在混亂的戰鬥和大量傷亡的情況下，他們可以自由地嘗試韋斯特的複活試劑。不料，他們的醫療帳篷遭到敵軍襲擊，韋斯特和凱恩便返回麻薩諸塞州阿卡姆的家。在那裡，他們恢復了以前在米斯卡塔尼克大学醫院擔任醫生的工作，韋斯特还回到凱恩家的地下室實驗室繼續他的研究。
韋斯特利用從醫院太平間和隔壁墓地偷來的尸块，發現他的試劑可以自行使尸块複活。他決心用不同的尸块創造一個完整的活人。韋斯特在醫院太平間發現了凯恩未婚妻梅甘·哈爾西的心臟。韋斯特承諾用她的心來重新创造一個新的梅甘，並說服凱恩幫助他完成这一項目。太平間裡還存放著“米斯卡塔尼克大屠殺”的其餘證據。在裡面，病理学家威爾伯·格雷夫斯医生發現了一小瓶韋斯特的試劑和卡爾·希爾博士的斷頭。他使用試劑复活了希爾的頭部。
與此同時，警官萊斯利·查帕姆中尉開始調查韋斯特和凱恩，因為他們是米斯卡塔尼克大屠殺中唯一未受影響的倖存者；查帕姆妻子的屍體在事件中被复活為瘋狂的喪屍（影片後來暗示是他導致了她的死亡）。查帕姆懷疑韋斯特和凱恩應對此事負責。他去他們家詢問，發現了韋斯特充滿屍體的實驗室，兩人發生了衝突。隨後發生了一場打斗，韋斯特用經過化學處理的布殺死了查帕姆，這種化學物質是韋斯特為獲取尽可能新鮮的屍體而進行研究的產物，吸入時會導致心臟驟停。韋斯特隨後讓這名警官復活，意圖掩蓋他的罪行。查帕姆狂暴地走出房子，走進隔壁的墓地。
希爾對韋斯特懷有怨恨，他利用心靈力量命令查帕姆逼迫格雷夫斯医生將蝙蝠翅膀縫在他的脖子上，讓他恢復活動能力。他還將精神控制範圍擴大到了米斯卡塔尼克大屠殺中的所有喪屍倖存者。
凯恩的一位病人格洛麗亞去世後，韋斯特获得了他創作所需的最後一部分：頭。將完整的身體縫合連接在一起後，韋斯特和凱恩將復活試劑注入梅甘的心臟。在等待試劑生效的同時，一個包裹送到了他們家。韋斯特撿起並打開它，希爾長著翅膀的頭從裡面飛了出來。與此同時，希爾控制的喪屍闖入了房子。韋斯特退回到地下室實驗室，他的創造物“新娘”已經在那裡甦醒。
新娘和凯恩在秘魯認識的現任女友、意大利記者弗兰切斯卡·達內利之間爆發了一場爭鬥。凯恩拒絕了新娘的愛，站在弗兰切斯卡一邊。傷心欲絕的新娘將梅甘的心從自己的胸膛中撕了出來，然後摔成了碎片。韦斯特將她診斷為組織排斥。
希爾和他的喪屍迫使韋斯特、凱恩和弗兰切斯卡穿過實驗室的牆壁撤退到附近墓地的地穴。在裡面，韋斯特先前的所有实验對像都现身並向他走來，只有在赫伯特命令他們停止時才停下來。不穩定的地穴开始倒塌，將希爾、韋斯特和喪屍困住。凯恩和弗兰切斯卡逃離了廢墟，一起爬到了墓地的表面。希爾被困在廢墟中，梅甘的心臟仍在新娘手中，停止了跳動。

## 续集
2003年发行《活跳屍續集》的续集《幽靈新人種》。